# Johannes Franz Hartmann
| 965 Angelica  | 1921. november 4. |
| 1029 La Plata | 1924. április 28. |
| 1254 Erfordia | 1932. május 10.   |

Johannes Franz Hartmann (Erfurt, 1865. január 11. – Göttingen, 1936. szeptember 13.) német származású argentin csillagász.
Argentínában a La Plata obszervatórium vezetője volt 1922 novembere és 1934 májusa között. Nevéhez három kisbolygó felfedezése kötődik.

## Fordítás
- Ez a szócikk részben vagy egészben  a   Juan Hartmann című angol Wikipédia-szócikk fordításán alapul.  Az eredeti cikk szerkesztőit annak laptörténete sorolja fel. Ez a jelzés csupán a megfogalmazás eredetét és a szerzői jogokat jelzi, nem szolgál a cikkben szereplő információk forrásmegjelöléseként.